# 双斑岸田蛛
双斑岸田蛛（学名：Kishidaia albimaculata）为平腹蛛科岸田蛛属的动物。在中国大陆，分布于辽宁等地。